# Vincenzo Apicella
Vincenzo Apicella (Nápoles, 22 de janeiro de 1947) é um clérigo católico romano italiano e bispo emérito de Velletri-Segni.

## Biografia
Nasceu em Nápoles, capital da província e sede do arcebispo, em 22 de janeiro de 1947, filho de Giovanni e Gemma Capone. Em 1952, mudou-se com a família para Roma.
Na capital frequentou o liceu clássico "Quinto Orazio Flacco" e depois ingressou, em 1965, no Almo Collegio Capranica. Na Pontifícia Universidade Gregoriana obteve a licenciatura em teologia e filosofia.

### Sacerdócio
O Cardeal Vigário da Diocese de Roma e Arcipreste da Basílica Lateranense, Cardeal Ugo Poletti, o ordenou sacerdote em 25 de março de 1972, na Basílica de São Clemente de Latrão.
Após a ordenação, foi nomeado assistente do pároco da paróquia de San Giovanni Battista de Rossi, onde permaneceu até 1977, quando foi transferido, com a mesma função, para a paróquia de San Filippo Neri alla Pineta Sacchetti; ao mesmo tempo, lecionou religião nas escolas. Em 1º de janeiro de 1986, tornou-se pároco de San Francesco Saverio alla Garbatella.
Em 1990, tornou-se membro do conselho presbiteral da diocese de Roma e, até 1994, membro do colégio dos consultores. De 1994 até à sua nomeação episcopal foi prefeito da XXIV prefeitura.

### Episcopado
Em 19 de julho de 1996, o Papa João Paulo II o nomeou bispo auxiliar de Roma para o setor ocidental e bispo titular de Ierafi.
O Cardeal Vigário da Diocese de Roma e Arcipreste da Basílica Lateranense, Cardeal Camillo Ruini, o consagrou em 14 de setembro do mesmo ano; os principais co-consagradores foram Cesare Nosiglia, arcebispo ad personam e bispo auxiliar de Roma, e Diego Natale Bona, bispo de Saluzzo.
Como bispo do Setor Ocidental da Diocese de Roma, cuidava de 71 paróquias divididas em oito Prefeituras. Monsenhor Apicella também foi o Bispo Responsável pelo Centro Diocesano para o Diaconato Permanente de Roma e membro da Comissão Episcopal para os Problemas Sociais e Trabalho, Justiça e Paz da Conferência Episcopal Italiana.
O Papa Bento XVI nomeou-o Bispo de Velletri-Segni em 28 de janeiro de 2006. No dia 2 de abril seguinte, ele tomou posse da diocese.
Sua renúncia por idade foi aceita pelo Papa Francisco em 7 de maio de 2022. Permaneceu como Administrador Apostólico até 26 de junho.